# Вугледарська міська рада
Вугледа́рська міська́ ра́да — орган місцевого самоврядування Вугледарської міської громада, Волноваський район Донецької області.

## Склад ради
Рада складається з 26 депутатів та голови.
- Голова ради: Сілич Андрій Юрійович
- Секретар ради:

### Керівний склад попередніх скликань
| Прізвище, ім'я, по батькові | Основні відомості                                                | Дата обрання | Дата звільнення |
| --------------------------- | ---------------------------------------------------------------- | ------------ | --------------- |
| Ширінський Алім Мамбетович  | Міський голова, 1959 року народження, вища, член Партії регіонів | 26.03.2006   | 31.10.2010      |
| Ширінський Алім Мамбетович  | Міський голова, 1959 року народження, вища, член Партії регіонів | 31.10.2010   | 09.04.2014      |
| Кузьменко Михайло Іванович  | Міський голова, 1950 року народження, вища, безпартійний         | 26.10.2014   | 25.10.2015      |
| Сілич Андрій Юрійович       | Міський голова, 1972 року народження, вища, безпартійний         | 25.10.2015   |                 |

Примітка: таблиця складена за даними сайту Верховної Ради України та ЦВК

### Депутати VII скликання
За результатами місцевих виборів 2015 року депутатами ради стали:

#### За суб'єктами висування
| Суб'єкт висування                                       | Кількість обраних депутатів | %     |
| ------------------------------------------------------- | --------------------------- | ----- |
| Політична партія «Опозиційний блок»                     | 10                          | 38.46 |
| Політична партія «Наш край»                             | 9                           | 34.62 |
| Партія Блок Петра Порошенка «Солідарність»              | 3                           | 11.54 |
| Політична партія Всеукраїнське об'єднання «Батьківщина» | 3                           | 11.54 |
| Ліберальна партія України                               | 1                           | 3.85  |

#### За округами
| № округу                                                | Прізвище, ім'я, по батькові         | Дата нар.  | Освіта           | Партійна приналежність                                        | Відомості |
| ------------------------------------------------------- | ----------------------------------- | ---------- | ---------------- | ------------------------------------------------------------- | --- |
| Політична Партія «Опозиційний блок»                     |                                     |            |                  |                                                               | |
| пк                                                      | Іваницький Володимир Вікторович     | 14.01.1967 | вища             | безпартійний                                                  | ДП "Ш/У «Південнодонбаське№ 1», начальник служби по економічній та корпоративній безпеці                                 |
| 10                                                      | Приходько Наталія Григорівна        | 30.04.1958 | вища             | член Політичної Партії «Опозиційний блок»                     | ВП "Шахта «Південнодонбаська № 3» ім. М. С. Сургая ДП «ДВЕК», заступник директора                                        |
| 5                                                       | Петрова Ганна Олегівна              | 27.02.1973 | вища             | безпартійна                                                   | Вугледарський НВК, вчитель                                                                                               |
| 9                                                       | Корнієнко Петро Андрійович          | 03.01.1952 | вища             | член Політичної Партії «Опозиційний блок»                     | Лікувально профілактична установа ЦМЛ м. Вугледар, головний лікар                                                        |
| 19                                                      | Фоменко Володимир Олександрович     | 15.06.1977 | вища             | член Політичної Партії «Опозиційний блок»                     | ТОВ «Водо-теплокомунікація», директор                                                                                    |
| 13                                                      | Краснопольська Раїса Василівна      | 01.11.1957 | вища             | член Політичної Партії «Опозиційний блок»                     | Вугледарський міський центр зайнятості, директор                                                                         |
| 12                                                      | Передерий Олександр Петрович        | 25.01.1978 | загальна середня | член Політичної Партії «Опозиційний блок»                     | Фізична особа-підприємець                                                                                                |
| 8                                                       | Радченко Валерій Анатолійович       | 13.01.1965 | вища             | безпартійний                                                  | Фізична особа — підприємець                                                                                              |
| 20                                                      | Войцеховський Валерій Володимирович | 23.11.1959 | вища             | член Політичної Партії «Опозиційний блок»                     | Відділ освіти Військово-цивільна адміністрації м. Вугледар Донецької області, начальник відділу освіти Вугледарської ВЦА |
| 11                                                      | Кіщенко Ольга Віталіївна            | 25.09.1965 | вища             | член Політичної Партії «Опозиційний блок»                     | Дошкільний навчальний заклад комбінованого типу № 2 «Золота рибка», завідувачка                                          |
| Політична партія «Наш край»                             |                                     |            |                  |                                                               | |
| пк                                                      | Коломієць Володимир Олексійович     | 18.03.1950 | вища             | безпартійний                                                  | ДП ШУ «Південнодонбаське№ 1», директор                                                                                   |
| 1                                                       | Сорока Микола Григорович            | 01.04.1960 | вища             | безпартійний                                                  | Дитячо-юнацька спортивна школа, директор                                                                                 |
| 23                                                      | Стешенко Роман Валерійович          | 11.02.1973 | вища             | член Політичної партії «Наш край»                             | ДП ШУ «Південно донбаське№ 1», заступник нач-ка дільниці                                                                 |
| 24                                                      | Когут Ольга Миколаївна              | 26.01.1959 | вища             | член Політичної партії «Наш край»                             | Загальноосвітня школа № 3 м. Вугледар, директор                                                                          |
| 17                                                      | Шиян Ігор Євгенович                 | 13.09.1966 | вища             | член Політичної партії «Наш край»                             | ДП ШУ «Південнодонбаське№ 1», начальник дільниці                                                                         |
| 25                                                      | Мисник Світлана Віталіївна          | 17.05.1962 | вища             | член Політичної партії «Наш край»                             | Відділ освіти Військово-цивільної адміністрації м. Вугледар Донецької області, головний спеціаліст                       |
| 22                                                      | Деркач Руслан Вячеславович          | 16.06.1978 | вища             | член Політичної партії «Наш край»                             | ДП ШУ «Південнодонбаське№ 1», начальник дільниці                                                                         |
| 14                                                      | Рогульський Олександр Анатолійович  | 15.11.1971 | вища             | член Політичної партії «Наш край»                             | ДП ШУ «Південнодонбаське№ 1», прохідник                                                                                  |
| 16                                                      | Романенко Дмитро Васильович         | 27.01.1962 | вища             | безпартійний                                                  | пенсіонер |
| ПАРТІЯ "БЛОК ПЕТРА ПОРОШЕНКА «СОЛІДАРНІСТЬ»             |                                     |            |                  |                                                               | |
| пк                                                      | Реміга Володимир Петрович           | 07.04.1954 | вища             | безпартійний                                                  | ДВАТ «Шахта Південнодонбаська № 1 імені Героїв 9-ї стрілецької дивізії», начальник відділу спортивно-масової підготовки  |
| 16                                                      | Рєпін Олександр В'ячеславович       | 29.05.1986 | вища             | безпартійний                                                  | ВП "Шахта "Південнодонбаська № 3 ім. М. С. Сургая, машиніст ППУ                                                          |
| 24                                                      | Рейзе Костянтин Адольфович          | 17.02.1959 | вища             | безпартійний                                                  | пенсіонер |
| політична партія Всеукраїнське об'єднання «Батьківщина» |                                     |            |                  |                                                               | |
| пк                                                      | Кузьменко Михайло Іванович          | 21.11.1950 | вища             | член політичної партії Всеукраїнське об'єднання «Батьківщина» | пенсіонер |
| 2                                                       | Куниця Олена В'ячеславівна          | 27.03.1984 | вища             | безпартійна                                                   | ООО Ідеал, технік |
| 20                                                      | Шанін Ігор Миколайович              | 08.11.1979 | вища             | член політичної партії Всеукраїнське об'єднання «Батьківщина» | Шахта Південнодонбаська № 3, слюсар                                                                                      |
| Ліберальна партія України                               |                                     |            |                  |                                                               | |
| пк                                                      | Урін Євген Михайлович               | 19.08.1957 | вища             | член Ліберальної партії України                               | Приватний підприємець |

### Депутати VI скликання
За результатами місцевих виборів 2010 року депутатами ради стали:

#### За суб'єктами висування
| Суб'єкт висування            | Кількість обраних депутатів | %    |
| ---------------------------- | --------------------------- | ---- |
| Партія регіонів              | 25                          | 83,3 |
| Соціалістична партія України | 3                           | 10   |
| Комуністична партія України  | 2                           | 6,7  |

#### За округами
| № округу                     | Прізвище, ім'я, по батькові         | Дата визнання обраним | Освіта  | Партійна приналежність             | Відомості про обраного депутата                                                                                  |
| ---------------------------- | ----------------------------------- | --------------------- | ------- | ---------------------------------- | --- |
| Комуністична партія України  |                                     |                       |         |                                    | |
| б/м                          | Ситник Олександр Петрович           | 02.11.2010            | вища    | член Комуністичної партії України  | пенсіонер |
| б/м                          | Бібко Валерія Вадимівна             | 02.11.2010            | середня | член Комуністичної партії України  | Вугледарський політехнічний ліцей, вахтер-охоронець                                                              |
| Партія регіонів              |                                     |                       |         |                                    | |
| б/м                          | Коломієць Володимир Олексійович     | 02.11.2010            | вища    | член Партії регіонів               | Державне підприємство "Шахтоуправління «Південнодонбаське № 1», директор                                         |
| б/м                          | Гармаш Сергій Миколайович           | 02.11.2010            | вища    | член Партії регіонів               | Вугледарська міська організація Партії регіонів, голова                                                          |
| б/м                          | Ґудзь Олена Борисівна               | 02.11.2010            | вища    | член Партії регіонів               | ТОВ «Південтрансбуд», генеральний директор                                                                       |
| б/м                          | Макоткін Сергій Володимирович       | 02.11.2010            | вища    | член Партії регіонів               | Вугледарський коледж Донецького державного університету управління, директор                                     |
| б/м                          | Тимохін Віктор Олексійович          | 02.11.2010            | середня | член Партії регіонів               | приватний підприємець                                                                                            |
| б/м                          | Приходько Наталія Григорівна        | 02.11.2010            | вища    | член Партії регіонів               | Відокремлений підрозділ шахти «Південнодонбаська № 3», заступник директора із соціальних та господарських питань |
| б/м                          | Осередчук Ігор Євгенович            | 02.11.2010            | середня | член Партії регіонів               | приватний підприємець                                                                                            |
| б/м                          | Деркач Руслан В'ячеславович         | 02.11.2010            | вища    | член Партії регіонів               | Державне підприємство "Шахтоуправління «Південнодонбаське № 1», начальник дільниці підготовчих робіт             |
| б/м                          | Москвічов Володимир Іванович        | 02.11.2010            | середня | член Партії регіонів               | Державне підприємство "Шахтоуправління «Південнодонбаське № 1», начальник технологічного поверхневого комплексу  |
| б/м                          | Лісіцин Едуард Віталійович          | 08.11.2010            | вища    | член Партії регіонів               | Виконавчий комітет м. Вугледар, головний спеціаліст відділу обліку та звітності                                  |
| б/м                          | Іванов Іван Іванович                | 08.11.2010            | середня | член Партії регіонів               | приватний підприємець                                                                                            |
| 1                            | Сандецька Віра Іванівна             | 22.07.2013            | вища    | член Партії регіонів               | пенсіонерка |
| 2                            | Чумакова Валентина Василівна        | 02.11.2010            | вища    | член Партії регіонів               | Вугледарський міський відділ культури і туризму, начальник                                                       |
| 3                            | Геращенко Володимир Леонідович      | 02.11.2010            | вища    | член Партії регіонів               | Громадська організація "Союз ветеранів Афганістану ", голова                                                     |
| 4                            | Леонова Людмила Григорівна          | 02.11.2010            | вища    | член Партії регіонів               | Комунальне підприємство «Комбінат комунальних підприємств», начальник                                            |
| 5                            | Пряженцева Світлана Вікторівна      | 02.11.2010            | вища    | член Партії регіонів               | приватний підприємець                                                                                            |
| 6                            | Корнієнко Петро Андрійович          | 02.11.2010            | вища    | член Партії регіонів               | центральна міська лікарня м. Вугледар, головний лікар                                                            |
| 8                            | Шевченко Світлана Іванівна          | 02.11.2010            | вища    | член Партії регіонів               | Вугледарський територіального центру, директор                                                                   |
| 9                            | Войцеховський Валерій Володимирович | 02.11.2010            | вища    | член Партії регіонів               | відділ освіти Вугледарської міської ради, начальник                                                              |
| 10                           | Бабенко Світлана Анатоліївна        | 02.11.2010            | вища    | член Партії регіонів               | Вугледарська загальна школа I-III ст. № 2, директор                                                              |
| 11                           | Кіщенко Ольга Віталіївна            | 02.11.2010            | вища    | член Партії регіонів               | Дитячий навчальний заклад № 2, завідувачка                                                                       |
| 12                           | Пімахов Павло Іванович              | 02.11.2010            | середня | член Партії регіонів               | Відокремлений підрозділ «шахта Південнодонбаська № 3», електрослюсар підземний                                   |
| 13                           | Нешко Валентина Володимирівна       | 02.11.2010            | вища    | член Партії регіонів               | Мале приватне підприємства «Монтажник», заступник директора                                                      |
| 14                           | Сорока Микола Григорович            | 02.11.2010            | вища    | член Партії регіонів               | дитячо-юнацької спортивна школи Вугледарської міської ради, директор                                             |
| 15                           | Терник Анастасія Вікторівна         | 02.11.2010            | вища    | член Партії регіонів               | ЗОШ I-III ст. № 2, вчитель                                                                                       |
| Соціалістична партія України |                                     |                       |         |                                    | |
| б/м                          | Ханін Віктор Іванович               | 02.11.2010            | вища    | позапартійний                      | Державне підприємство «Селидіввугілля», комерційний директор                                                     |
| б/м                          | Тітова Юлія Олексіївна              | 02.11.2010            | середня | член Соціалістичної партії України | Об'єднання співвласників багатоквартирного будинку «Уют», голова правління                                       |
| 7                            | Ханіна Галина Володимирівна         | 02.11.2010            | середня | позапартійна                       | об'єднання співвласників багатоквартирного будинку «Весна», голова правління                                     |